# 弗倫奇敦 (加利福尼亞州尤巴縣)
弗倫奇敦（英語：Frenchtown）是位於美國加利福尼亞州尤巴縣的一個非建制地區。該地的面積和人口皆未知。

## 地理
弗倫奇敦的座標為39°03′25″N 121°15′18″W / 39.05694°N 121.25500°W，而該地的平均海拔高度為441米（即1447英尺）。